# Canton de Noirétable
Le canton de Noirétable est une ancienne division administrative française située dans le département de la Loire et la région Rhône-Alpes.

## Géographie
Ce canton était organisé autour de Noirétable dans l'arrondissement de Montbrison. Son altitude variait de 450 m (Saint-Thurin) à 1 383 m (La Chambonie) pour une altitude moyenne de 724 m.

## Représentation

### Juges de paix
| Période | Période | Identité        | Fonction précédente | Observation |
| ------- | ------- | --------------- | ------------------- | ----------- |
| 1894    | 1895    | Clément Auzière |                     | -           |

### Conseillers d'arrondissement (de 1833 à 1940)
| Période                                  | Période | Identité            | Étiquette                | Qualité |
| ---------------------------------------- | ------- | ------------------- | ------------------------ | --- |
| 1833                                     | 1842    | M. Gros             |                          | Propriétaire à Noirétable                                                                                   |
| 1842                                     | 1848    | François Perdrigeon |                          | Notaire à Noirétable                                                                                        |
|                                          |         |                     |                          | |
| 1858                                     |         | Michel Dumas        |                          | Maire de Saint-Julien-la-Vêtre                                                                              |
|                                          |         |                     |                          | |
| 1919                                     | 1922    | M. Perrin           | Républicain progressiste | Industriel                                                                                                  |
| 1922                                     | 1934    | M. Mallet           | Radical                  | |
| 1934                                     | 1940    | Joannès Chaize      | Union nationale          | Maire de Saint-Didier-sur-Rochefort                                                                         |
| 1940                                     |         |                     |                          | Les conseils d'arrondissement ont été suspendus par la loi du 12 octobre 1940 et n'ont jamais été réactivés |
| Les données manquantes sont à compléter. |         |                     |                          | |

### Conseillers généraux de 1833 à 2015
| Période      | Période      | Identité              | Étiquette                | Qualité                                                                                         |
| ------------ | ------------ | --------------------- | ------------------------ | ----------------------------------------------------------------------------------------------- |
| 1833         | 1868 (décès) | Gabriel Coste         |                          | Notaire à Saint-Didier-sur-Rochefort maire des Salles                                           |
| 1868         | 1883         | Antoine Coste (Fils)  | Droite                   | Notaire, maire des Salles                                                                       |
| 1883         | 1918 (décès) | Marc-Antoine Bertrand | Républicain              | Docteur en médecine à Noirétable                                                                |
| 1918         | 1919         | siège vacant          |                          |                                                                                                 |
| 1919         | 1925         | Etienne Gros          | RG                       | Propriétaire, maître d'hôtel à Noirétable                                                       |
| 1925         | 1940         | Emile Villeneuve      | Rad.                     | Maire de Saint-Priest-la-Vêtre                                                                  |
|              |              |                       |                          |                                                                                                 |
| 1945         | 1950 (décès) | Émile Villeneuve      | Rad.                     | Maire de Saint-Priest-la-Vêtre                                                                  |
| 27 août 1950 | 1994         | Claude Mont           | MRP puis CD puis UDF-CDS | Professeur Député (1946-1951) Sénateur (1955-1958 et 1959-1992) Maire de Noirétable (1965-1995) |
| 1994         | 2001         | André-Guy Bernardin   | DVD                      | Magistrat à Noirétable                                                                          |
| 2001         | 2015         | Claude Bourdelle      | DVG puis DVD             | Médecin Conseiller municipal de Noirétable Vice-président du Conseil général                    |

## Composition
Le canton de Noirétable groupait douze communes et comptait 4 007 habitants (recensement de 1999 sans doubles comptes).
| Communes                   | Population (2012) | Code postal | Code Insee |
| -------------------------- | ----------------- | ----------- | ---------- |
| Cervières                  | 111               | 42440       | 42034      |
| La Chamba                  | 53                | 42440       | 42040      |
| La Chambonie               | 46                | 42440       | 42045      |
| La Côte-en-Couzan          | 83                | 42111       | 42072      |
| Noirétable                 | 1 637             | 42440       | 42159      |
| Saint-Didier-sur-Rochefort | 407               | 42111       | 42217      |
| Saint-Jean-la-Vêtre        | 387               | 42440       | 42238      |
| Saint-Julien-la-Vêtre      | 451               | 42440       | 42245      |
| Saint-Priest-la-Vêtre      | 106               | 42440       | 42278      |
| Saint-Thurin               | 181               | 42111       | 42291      |
| Les Salles                 | 424               | 42440       | 42295      |
| La Valla-sur-Rochefort     | 121               | 42111       | 42321      |

## Démographie
| 1962  | 1968  | 1975  | 1982  | 1990  | 1999  | 2006  | 2011  | 2012  |
| ----- | ----- | ----- | ----- | ----- | ----- | ----- | ----- | ----- |
| 5 377 | 5 125 | 4 637 | 4 524 | 4 185 | 4 007 | 4 104 | 4 017 | 4 021 |